# Тюрингская правда
Тюри́нгская пра́вда (лат. Lex Thuringorum) ― сборник обычного права германского племени тюрингов. Вероятно, Тюрингская правда была принята в 802 году при Карле Великом. По содержанию близка к Саксонской, Рипуарской и Фризской правдам.

## История
Историк права Карл Рихтгофен предполагал, что к середине VI века у тюрингов сформировалась собственная система обычного права. При этом письменное оформление этого права не было осуществлено до начала IX века. Вероятно, Тюрингская правда была принята Карлом Великим на Ахенском соборе 802 года. Изначально она, при этом, представляла собой сборник обычного права англов и варнов и носила название Lex Angliorum et Werinorum.
Единственный сохранившийся манускрипт хранится в Вестфальском департаменте государственного архива Северного Рейна ― Вестфалии в Мюнстере (манускрипт 5201, датируется второй четвертью ― серединой X века). Существуют также два списка текста Тюрингской правды, сохранившиеся в корпусе собрания законов германских племён раннего Средневековья под редакцией И. Герольда и Ф. Линденброга.

## Основные положения
По своему содержанию Тюрингская правда схожа с Саксонской и Фризской правдами, основой для многих статей стали положения Рипуарской правды. При этом Тюрингская правда содержит ряд особенностей, отличающих её от Рипуарской и Салической правд и сближающих правовой документ с правом фризов и южных германцев. Так, в Тюрингской правде определён статус литов, отсутствуют упоминания о римских посессорах, а также, согласно документу, денежные штрафы выплачиваются не только в солидах, но и в тремиссах. Положение рабов по Тюрингской правде (а также по Саксонской и Фризской правдам) является наиболее архаичным среди других правд, так как рабы, согласно документу, приравниваются к имуществу.